# Protestos na Bielorrússia (2020–2021)
Os Protestos na Bielorrússia em 2020 e 2021 foram uma série de protestos de rua que ocorrem contra o presidente da Bielorrússia, Alexander Lukashenko. As manifestações, parte do movimento democrático bielorrusso, estão ocorrendo antes e durante as eleições presidenciais bielorrussas de 2020, nas quais Lukashenko busca um sexto mandato.

## Contexto
Lukashenko foi chamado de "último ditador" da Europa e, no início dos protestos, estava no poder há 26 anos, o que o tornava o chefe de Estado de mais longa data na ex-União Soviética, tendo liderado o país desde 1994. Sob seu regime autoritário, o governo frequentemente reprimiu a oposição. Lukashenko enfrentou maior oposição pública em meio ao tratamento da pandemia de coronavírus, que Lukashenko negou ser uma ameaça séria. Das cinco eleições vencidas por Lukashenko, apenas a primeira foi considerada livre e justa por monitores internacionais.

## Antes das eleições

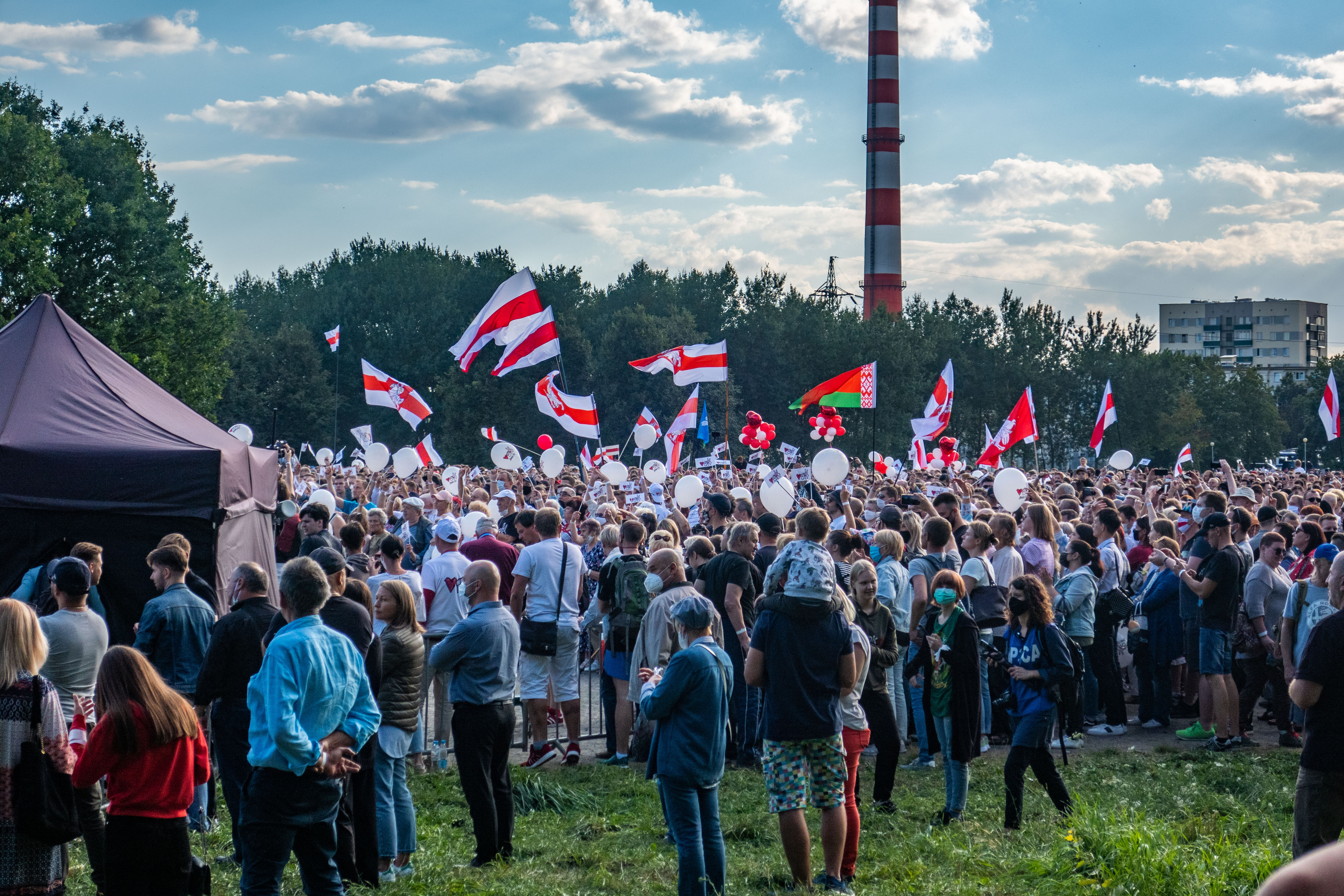
Manifestação em apoio a Tsikhanouskaya em Minsk (30 de julho de 2020)

O empresário e blogueiro Siarhei Tsikhanouski, que rotulou Lukashenko de "uma barata", como no poema infantil "The Mighty Cockroach", com o chinelo significando pisar na barata, foi detido no final de maio de 2020 pelas autoridades bielorrussas, que o acusaram de ser um agente estrangeiro. Em junho de 2020, protestos de rua contra Lukashenko ocorreram. Vários candidatos da oposição se inscreveram para as próximas eleições como resultado do movimento, mas muitos deles foram presos.
Em 19 de junho, Lukashenko anunciou que havia "frustrado uma tentativa de golpe", resultando na prisão do principal rival da oposição, Viktar Babaryka. Babaryka afirmou que as acusações de suborno e corrupção foram falsificadas e que a prisão teve motivação política para impedi-lo de ganhar as eleições. Ativistas da oposição, jornalistas e blogueiros também foram presos como parte da repressão. O grupo de direitos humanos Viasna estimou que, entre o início de maio e o início de agosto, cerca de 1 300 pessoas foram detidas por protestar.
Lukashenko afirmou que os protestos da oposição são parte de um complô estrangeiro, culpando as manifestações como um complô orquestrado por estrangeiros, que ele sugeriu que poderiam ser americanos, OTAN, russos ou ucranianos. A esposa de Tsikhanouski, Sviatlana Tsikhanouskaia, registrou-se como candidata na próxima eleição após a prisão de Babaryka.
Os protestos levaram a sugestões de que o conflito pode durar meses e se transformar em violência, e pode evoluir para uma revolução completa, semelhante a como os protestos Euromaidan se transformaram em uma revolução na Ucrânia em 2014. O German Marshall Fund (GMF), um think tank, observou que os protestos são mais generalizados e estão sendo reprimidos de forma mais brutal do que os protestos anteriores na Bielo-Rússia.
A Organização para a Segurança e Cooperação na Europa (OCDE) relatou que não monitoraria as eleições de 2020, uma vez que não o tinha convidado a fazê-lo; esta é a primeira vez desde 2001 que o Escritório de Instituições Democráticas e Direitos Humanos da OCDE (ODIHR) não monitorará as eleições na Bielorrússia. A OCDE não reconheceu quaisquer eleições na Bielorrússia como livres e justas desde 1995 e as anteriores missões de observação eleitoral da OCDE no país foram obstruídas pelo governo.
Em 23 de julho, Lukashenko afirmou que a BBC e a Radio Free Europe/Radio Liberty encorajaram tumultos e ameaçaram expulsar a mídia e proibi-la de fazer reportagens sobre a eleição. Em 6 de agosto, cerca de 5 mil manifestantes foram às ruas em Minsk agitando fitas brancas, pedindo eleições livres e justas.
Durante a primeira semana de agosto, dezenas de milhares de bielorrussos protestaram contra Lukashenko em vilas e cidades em todo o condado; 60 mil manifestaram-se na capital Minsk, os maiores protestos de rua na Bielo-Rússia pós-soviética. Sky News também relatou que 33 supostos mercenários do Grupo Wagner, uma empresa militar privada russa, foram recentemente presos em um sanatório fora de Minsk.

## Depois da eleição
A principal candidata da oposição, Sviatlana Tsikhanouskaia, disse em uma entrevista coletiva que não confiava na votação, dizendo: "Eu acredito em meus olhos e vejo que a maioria está conosco".
Como a votação fechou muitos provedores de serviço de Internet perderam o roteamento, as perdas de comunicação foram generalizadas porque a polícia e os militares fecharam a maior parte de Minsk. Depois que a TV estatal revelou os resultados de uma votação mostrando uma vitória esmagadora de Lukashenko, confrontos entre os manifestantes e a polícia de choque estouraram em Minsk com relatos de feridos e o uso de granadas de choque e balas de borracha.
Na segunda noite após o anúncio dos resultados alegadamente falsificados, os manifestantes barricaram a área em torno do mercado de Rīga. As forças do regime responderam injetando gás lacrimogêneo nos manifestantes e usando flashbangs. Um manifestante morreu após uma explosão, o Ministério do Interior afirma que o dispositivo detonou em suas mãos.